# São Lourenço do Sul Airport
São Lourenço do Sul Airport är en flygplats i Brasilien.   Den ligger i kommunen São Lourenço do Sul och delstaten Rio Grande do Sul, i den södra delen av landet, 1 800 km söder om huvudstaden Brasília. São Lourenço do Sul Airport ligger 17 meter över havet.
Terrängen runt São Lourenço do Sul Airport är platt. Närmaste större samhälle är São Lourenço do Sul, 5,5 km öster om São Lourenço do Sul Airport.